# Privacy
Albums de Ophélie Winter
No Soucy !
(1996) Explicit Lyrics
(2002)
Singles
1. Je marche à l'envers
Sortie : août 1998
2. Elle pleure
Sortie : décembre 1998
3. Je cours
Sortie : mai 1999
4. Je t'abandonne
Sortie : octobre 1999
5. Ce que je suis
Sortie : février 2000

Privacy est le deuxième album de la chanteuse Ophélie Winter paru le 28 août 1998.
Vendu à 275 000 exemplaires, cinq chansons ont été commercialisées sous la forme de singles.

## Liste des titres
| No  | Titre                               | Auteur                                                   | Producteur(s)                 | Durée |
| --- | ----------------------------------- | -------------------------------------------------------- | ----------------------------- | ----- |
| 1.  | Dans mon intimité                   | David Frank, Steve Kipner, Ophélie Winter                | Soulshock & Karlin            |       |
| 2.  | This Is How I'm Gonna Make You Mine | Evan Rogers, Carl Sturken                                | Bag, Nick Nice, Slick, Bandit |       |
| 3.  | Elle pleure                         | Anders Bagge, Zemya Hamilton, Alexander Kronlund, Winter | Bag, Nice                     |       |
| 4.  | Je cours                            | Kim Appleby, David James, Conner Reeves, Winter          | Bag, Nice, Bandit             |       |
| 5.  | Je marche à l'envers                | Michael Lunn, Shana Morrison, Jeff Pennig, Winter        | Bag, Nice, Slick, Bandit      |       |
| 6.  | Non stop                            | Shelly Peiken, Guy Roche, Winter                         | Rick Mitra                    |       |
| 7.  | Tout l'monde                        | Sherree Ford-Payne, Alexander Mosely, Howie Tee, Winter  | Lewis Taylor                  |       |
| 8.  | Il va me rendre folle               | Passion Broussard, Kevin Irving, Valerie Webb, Winter    | Bag, Slick                    |       |
| 9.  | Si j'ai brûlé mon cœur              | Pete Kirtley, Omar, Winter                               | Prince Charles Alexander      |       |
| 10. | À genoux                            | James, Jackie Rawe, Winter                               | Bag, Nice, Slick, Bandit      |       |
| 11. | Ce que je suis                      | Peiken, Roche, Winter                                    | Mitra                         |       |
| 12. | Je ne serais rien                   | Lewis Taylor, Winter                                     | Slick, Bandit, Taylor         |       |

| 2.  | Je t'abandonne                       | Peiken, Roche, Winter          | Ygal Amar, Stéphane Clerc |  |
| 14. | Je cours (Metro Club Mix)            | Appleby, James, Reeves, Winter | Bag, Nice, Bandit         |  |
| 15. | Up Where I Belong (Dave's Disco Mix) | Appleby, James, Reeves         | Bag, Nice, Bandit         |  |
| 16. | Thinkin' About Your Love             | Rodney Skipworth, Phil Turner  | Mitra                     |  |

## Version en anglais
Privacy (European Version) est la version en anglais de Privacy, le deuxième album d'Ophélie Winter, paru en 1998.
On y trouve des titres tels que Cry, Up Where I Belong et I Spy.
| No  | Titre                               | Auteur                                           | Producteur(s)                 | Durée |
| --- | ----------------------------------- | ------------------------------------------------ | ----------------------------- | ----- |
| 1.  | Into My Privacy                     | David Frank, Steve Kipner                        | Soulshock & Karlin            |       |
| 2.  | This Is How I'm Gonna Make You Mine | Evan Rogers, Carl Sturken                        | Bag, Nick Nice, Slick, Bandit |       |
| 3.  | Cry                                 | Anders Bagge, Zemya Hamilton, Alexander Kronlund | Bag, Nice                     |       |
| 4.  | Up Where I Belong                   | Kim Appleby, David James, Conner Reeves          | Bag, Nice, Bandit             |       |
| 5.  | I Spy                               | Michael Lunn, Shana Morrison, Jeff Pennig        | Bag, Nice, Slick, Bandit      |       |
| 6.  | So Together                         | Shelly Peiken, Guy Roche                         | Rick Mitra                    |       |
| 7.  | Move On                             | Sherree Ford-Payne, Alexander Mosely, Howie Tee  | Lewis Taylor                  |       |
| 8.  | Some Kind Of Wonderful              | Passion Broussard, Kevin Irving, Valerie Webb    | Bag, Slick                    |       |
| 9.  | The Best Of Me                      | Pete Kirtley, Omar                               | Prince Charles Alexander      |       |
| 10. | After You                           | James, Jackie Rawe                               | Bag, Nice, Slick, Bandit      |       |
| 11. | What A Girl Needs                   | Peiken, Roche                                    | Mitra                         |       |
| 12. | Lovin' U More                       | Lewis Taylor                                     | Slick, Bandit, Taylor         |       |

| 13. | Je marche à l'envers | Lunn, Morrison, Pennig, Winter | Bag, Nice, Slick, Bandit |  |